# Astrocaryum ruizii
Astrocaryum ruizii là loài thực vật có hoa thuộc họ Arecaceae. Loài này được H. Wendl. mô tả khoa học đầu tiên.